# 褐體遊鰾條鰍
褐體遊鰾條鰍（學名：Physoschistura brunneana），為輻鰭魚綱鯉形目條鰍科遊鰾條鰍屬的其中一種。分布於亞洲緬甸萊茵湖流域，體長可達4.5公分，棲息在湖泊底層水域，生活習性不明。

## 扩展阅读
維基物種上的相關：褐體遊鰾條鰍